# Teresa Rovira i Comas
Teresa Rovira i Comas (Barcelona, 13 de desembre de 1918 - Barcelona, 23 de setembre de 2014) fou una bibliotecària catalana.

## Biografia

### Primers anys
Teresa Rovira nasqué a Barcelona el 13 de desembre de 1918, filla gran de l'escriptor, historiador i polític Antoni Rovira i Virgili i Maria Comas i Ayxelà. Estudià a la Mútua Escolar Blanquerna sota la direcció d'Alexandre Galí i Coll. Ja de ben petita era una gran lectora i entre els seus primers autors trobem Lola Anglada, Josep Carner o Dolors Monserdà. Amb 17 anys, el juny de 1936, va ingressar a l'Escola de Bibliotecàries, però hagué d'interrompre els estudis per l'inici de la guerra, el juliol del 1936. El 1939 s'exilià a França amb la seva família, mentre la biblioteca de casa seva, amb tots els llibres del seu pare, fou confiscada; no es recuperaria fins passats més de setanta anys amb el retorn d'una part dels papers de Salamanca.

### Exili a França
L'any 1944 es va llicenciar en Lletres (Història i Geografia) a la Universitat de Montpeller. A Montpeller conegué l'amic i col·laborador del president Josep Irla Felip Calvet, amb qui l'any 1946 es casà a Andorra, l'únic lloc on aleshores es podia celebrar la cerimònia en català. La parella s'instal·là a Perpinyà, on les activitats comercials de Calvet es van centrar en una petita fàbrica de taps per a xampany i vi, sense deixar de col·laborar amb Josep Irla en afers empresarials i polítics. El curs 1951-52 fou lectora de castellà al Lycée de Jeunes Filles, de Perpinyà. Tot i això, les visites a Barcelona cada vegada es feren més freqüents, fins al punt que Teresa Rovira hi acabà els estudis de bibliotecària el curs 1949-50 i el 1953 obtingué una plaça de bibliotecària a la Biblioteca Popular d'Esparreguera, on va establir-se amb el seu fill. Felip Calvet es quedà a la Xampanya, sense passaport, i els visitava mensualment.

### Retorn a Catalunya
El matrimoni retornarà finalment de l'exili el 1958, moment en què Rovira passà a la Biblioteca de Catalunya (anomenada aleshores Biblioteca Central), després d'haver aprovat les oposicions a la Diputació de Barcelona. Allí va començar a treballar amb el fons de llibres infantils que Jordi Rubió —que en va ser director fins al gener de 1939— havia recollit per a la Biblioteca de Catalunya i que es guardava al fons històric de la Biblioteca Infantil de la Santa Creu. És en aquest moment que comença a establir la bibliografia del llibre infantil en català i, a partir d'aleshores, es dedicà a la investigació de la literatura infantil i juvenil catalana.

#### Plenitud professional
Amb la bibliotecària Carme Ribé van proposar la creació d'una biblioteca pilot al costat de l'Escola de Bibliotecàries, idea que acabaria materialitzant-se amb el naixement de les biblioteques de Sant Pau i de la Santa Creu. El 1973 es llicencià en Lletres per la Universitat de Barcelona. Del 1971 al 1981 dirigí la Biblioteca Popular de Santa Pau i, del 1981 al 1983, fou cap de la xarxa de biblioteques populars de la Diputació de Barcelona.
El 1986, juntament amb Max Cahner i Albert Manent, va reprendre la publicació de la Revista de Catalunya per a donar continuïtat a la publicació fundada per Antoni Rovira i Virgili el 1948. Teresa Rovira formà part de la Fundació Revista de Catalunya aportant coneixement, experiència i la continuïtat. També va pertànyer al consell editorial de la revista, on va escriure nombrosos articles. Tan rellevant fou el seu paper en la Revista que se li va dedicar una publicació exclusiva l'any 2014, amb la participació de persones que l'havien coneguda.
Teresa Rovira morí, ja jubilada, el 2014.

## Mostra de llibres que van acompanyar Teresa Rovira
Teresa Rovira en les seves estades a Tarragona, i especialment durant la seva joventut, recorda com la Biblioteca Popular de Tarragona (1926-1962), els seus llibres la van captivar; devorava llibres i encetava precoçment el que llegien els grans. Recorda com a l'Escola Blanquerna recitaven de memòria versos de Joan Maragall, Joan Alcover, Joan Maria Guasch, Maria Antònia Salvà, Josep M. de Sagarra; també Josep Maria López-Picó els parlà dels seus epigrames.
Durant els estius a Tarragona s'empassava novel·les de Dolors Monserdà i les de Narcís Oller o el teatre d'Ignasi Iglesias. Recorda com La Selecta de Lectures d'Artur Martorell era el mannà diari. Després s'engrescà amb les lectures de la col·lecció A tot Vent. Però la primera novel·la que va llegir amb només 10 anys va ser Maria Glòria de Dolors Monserdà. El seu pare l'encoratjava i només recorda que li prohibí un llibre Jo!, de Prudenci Bertrana, dient que ja el llegiria més endavant.
Aviat, però, l'esclat de la guerra i l'exili truncaren la placidesa de les lectures i el 19 de juliol de 1936 la sorprengueren les flamarades del convent de Santa Clara, entre la Rambla Vella i el Balcó del Mediterrani. Marxaren a Barcelona, i el 1939, cap a l'exili. Pocs dies després, entraren i confiscaren la biblioteca del seu pare al barri d'Horta i s'endugueren tots els llibres. Part d'aquesta biblioteca havia estat catalogada per Teresa durant les primeres pràctiques que va fer a l'Escola de Bibliotecàries. Només al cap de molts anys, l'any 2012, es va recuperar una part de la biblioteca del seu pare, amb el retorn dels papers de Salamanca. Entre aquests llibres recuperats trobem Maria Glòria, recuperada perquè hi havia posat el seu nom.

## Publicacions
Dos llibres seus han esdevingut veritables referents en el camp bibliotecari: un és Bibliografía histórica del libro infantil en catalán (Madrid: ANABA, 1972), en col·laboració amb Carme Ribé; l'altre, Organització d'una biblioteca: escolar, popular o infantil (Barcelona: Ed. 62, 1981), en col·laboració amb Concepció Carreras i Concepció Martínez. Va realitzar conjuntament amb el seu marit la Bibliografia d'Antoni Rovira i Virgili (1905-1939), avui inèdita.
També escrigué articles sobre literatura infantil per a la Gran Enciclopèdia Catalana, a la Història de la literatura catalana (Orbis i Ed. 64, 1984) i al Diccionari de Literatura Catalana (1970, 1979), així com el volum dedicat a la «Literatura infantil i juvenil» (Barcelona: Ariel, 1988) de la Història de la literatura catalana de Riquer-Comas-Molas (volum 11), estudis que ja havia sistematitzat a la seva tesina mai publicada Noucentisme i literatura infantil (1973).
Fou membre del jurat del Premi d'Honor de les Lletres Catalanes, de la Junta Consultiva d'Òmnium Cultural i ànima de la Revista de Catalunya, fundada pel seu pare l'any 1924.

## Premis i reconeixements
El 1970 fou distingida amb el Premi Ramon d'Alòs-Moner, que atorga l'Institut d'Estudis Catalans, per la Bibliografia d'Antoni Rovira i Virgili (1905-1939), realitzada amb el seu marit. També la Bibliografía histórica del libro infantil en catalán, elaborada amb Carme Ribé, va obtenir el Premi Nacional d'Investigació de Llibres Infantils i Juvenils.
El 2002 rebé la Creu de Sant Jordi «per la seva ben remarcable tasca en l'àmbit del llibre infantil i juvenil, singularment en llengua catalana, al qual ha dedicat un seguit de treballs on són especialment notoris el sentit de la feina ben feta i la voluntat de servei a Catalunya». L'any 2003 fou nomenada Filla Adoptiva de Sant Feliu de Guíxols, d'on era natural el seu marit Felip Calvet Costa, que en el mateix acte fou nomenat Fill Predilecte a títol pòstum. Rebé el Premi Aurora Díaz Plaja de Literatura Infantil i Juvenil de 2008 per «El llibre per a infants i adolescents. Dels orígens a la desfeta» dins El patrimoni de la imaginació: llibres d'ahir per a lectors d'avui (Palma: Institut d'Estudis Baleàrics, 2007).
El Servei de Biblioteques de la Generalitat de Catalunya creà el 2013 un premi a la innovació a les biblioteques públiques que portava el seu nom. El Premi tindrà una periodicitat anual.